# 東安県 (遼寧省)
東安県（とうあん-けん）は中華人民共和国遼寧省にかつて存在した県。現在の遼陽市東部に相当する。
金代に設置された石城県を前身とする。1219年（興定3年）に東安県と改称された。元代に廃止された。